# Панэллинские игры
Панэллинские игры — общенациональные празднества (греч. πανήγυριν, ср. панегирик) в Древней Греции, устраивавшиеся в честь богов. Они возникли как спортивные состязания, к которым впоследствии добавились и другие дисциплины.
Первоначально панэллинские игры состояли из следующих этапов, так называемых «периодов»:
- Олимпийские игры (Ὀλύμπια) — наиболее значимые соревнования, проводившиеся один раз в четыре года в Олимпии в честь бога Зевса. Победители-олимпионики награждались венками из веток оливкового дерева[3].
- Пифийские игры (Πύθια) — проводились один раз в четыре года в Дельфах в честь бога Аполлона. Победители награждались лавровыми венками, так как лавр считался священным деревом Аполлона[4].
- Истмийские игры (Ίσθμια) — проводились один раз в два года вблизи Коринфа и посвящались богу Посейдону. Победителям вручали пальмовую ветвь и венок, который в древнейшее и в императорское время  плелся из сосновых ветвей, а в классическую эпоху — из сельдерея[5].
- Немейские игры (Νέμεα) — проводились один раз в два года близ Немеи в честь бога Зевса. Наградой для победителей служили венки из веток оливы или из сельдерея[6].

Атлеты, победившие во всех четырёх панэллинских играх, получали почётный титул периодоника. 
В эпоху эллинизма панэллинскими играми стали также называть состязания не общегреческого, а местного значения.